# Agelasta transversesignata
Agelasta transversesignata är en skalbaggsart som beskrevs av Stefan von Breuning 1939. Agelasta transversesignata ingår i släktet Agelasta och familjen långhorningar.
Artens utbredningsområde är Filippinerna. Inga underarter finns listade i Catalogue of Life.